# ゴッパ符号
ゴッパ符号（ゴッパふごう、英: Goppa code）または代数幾何符号（だいすうきかふごう、英: algebraic geometric code）は、有限体 {\displaystyle \mathbb {F} _{q}} 上の代数曲線 X を使って構築される線型符号である。V. D. Goppa が考案した。場合によっては、興味深い極値特性（extremal property）を示すことがある。
ゴッパ符号は、{\displaystyle \mathbb {F} _{q}} 上で定義された非特異の代数多様体 X のいくつかの有理点
P1, P2, ..., Pn
を使って構築でき、X 上の因子 G は {\displaystyle P_{i}} とは互いに素な有理点からのみ得られる。リーマン＝ロッホの定理によれば、因子 G に対応して、一意な有限次元のベクトル空間 {\displaystyle L(G)} が存在する。このベクトル空間は {\displaystyle X} の関数空間の部分空間である。
このような情報を使って構築されるゴッパ符号には、2種類のものが存在する。

## 関数型符号
曲線 X、因子 G、有理点群 {\displaystyle P_{i}} から構築される関数型符号は以下の通りである。
{\displaystyle \mathbb {F} _{q}} 上の L(G) の固定基底
f1, f2, ..., fk
について、対応する {\displaystyle \mathbb {F} _{q}^{n}} 内のゴッパ符号は、
(fi(P1), fi(P2), ..., fi(Pn))
というベクトルによって {\displaystyle \mathbb {F} _{q}} 上に分布する。等価的に
{\displaystyle \alpha :L(G)\longrightarrow \mathbb {F} ^{n}}
の像としても定義され、ここで f は {\displaystyle f\longmapsto (f(P_{1}),\dots ,f(P_{n}))} で定義される。
上記で定義された {\displaystyle P_{i}} を使って因子を {\displaystyle D=P_{1}+P_{2}+\cdots +P_{n}} とする。通常ゴッパ符号は C(D,G) と記述される。
次に、C 上の因子 D と符号のパラメータの関係を示す。l(D) という記法は L(D) の次元を意味する。
命題 ゴッパ符号 C(D,G) の次元は
{\displaystyle k=l(G)-l(G-D)}
であり、2つの符号語間の最小ハミング距離は
{\displaystyle d\geq n-\deg(G)}
である。
証明
{\displaystyle C(D,G)\cong L(G)/\ker(\alpha )}
なので、次が成り立つことを示さなければならない。
{\displaystyle \ker(\alpha )=L(G-D)}
{\displaystyle f\in \ker(\alpha )} と仮定する。すると {\displaystyle f(P_{i})=0,i=1,\dots ,n} なので、{\displaystyle \mathrm {div} (f)>D} である。従って {\displaystyle f\in L(G-D)} である。逆に {\displaystyle f\in L(G-D)} と仮定する。すると
{\displaystyle P_{i}<G,i=1,\dots ,n}
なので
{\displaystyle \mathrm {div} (f)>D}
である（G は {\displaystyle -D} で問題を解かないので、代わりに f でそれをする必要がある）。従って
{\displaystyle f(P_{i})=0,i=1,\dots ,n}
となる。{\displaystyle d\geq n-\deg(G)} を示すため、{\displaystyle \alpha (f)} のハミング重みを d とする。これはつまり、{\displaystyle n-d} 個の {\displaystyle P_{i}} （例えば {\displaystyle P_{i_{1}},\dots ,P_{i_{n-d}}}）について {\displaystyle f(P_{i})=0} であることを意味する。従って {\displaystyle f\in L(G-P_{i_{1}}-\dots -P_{i_{n-d}})} であり、
{\displaystyle \mathrm {div} (f)+G-P_{i_{1}}-\dots -P_{i_{n-d}}>0}
である。
{\displaystyle \deg(\mathrm {div} (f))=0}
であることに着目して両辺の次数をとると
{\displaystyle \deg(G)-(n-d)\geq 0}
が得られる。従って
{\displaystyle d\geq n-\deg(G)}
である。Q.E.D.

## 留数型符号
留数型符号は関数型符号の双対として定義されるか、{\displaystyle P_{i}} における何らかの関数の留数として定義される。

## 応用
暗号理論において、ゴッパ符号はマックエリス暗号で使われている。
一般にゴッパ符号は性質の良い線型符号と見なされ、
{\displaystyle {n^{k}} \choose {\log _{2}n}}
の誤りを訂正可能である。また復号も簡単で、ユークリッドの互除法とベールカンプ＝マッシー法を使えばよい。

## 関連図書
- Henning Stichtenoth、新妻弘（訳）：「代数関数体と符号理論」、共立出版、ISBN 978-4-320-11045-8 (2013年8月25日).